# Ananusia longiscapus
Ananusia longiscapus är en stekelart som först beskrevs av Girault 1913.  Ananusia longiscapus ingår i släktet Ananusia och familjen sköldlussteklar. Inga underarter finns listade i Catalogue of Life.